# Diakonie Deutschland

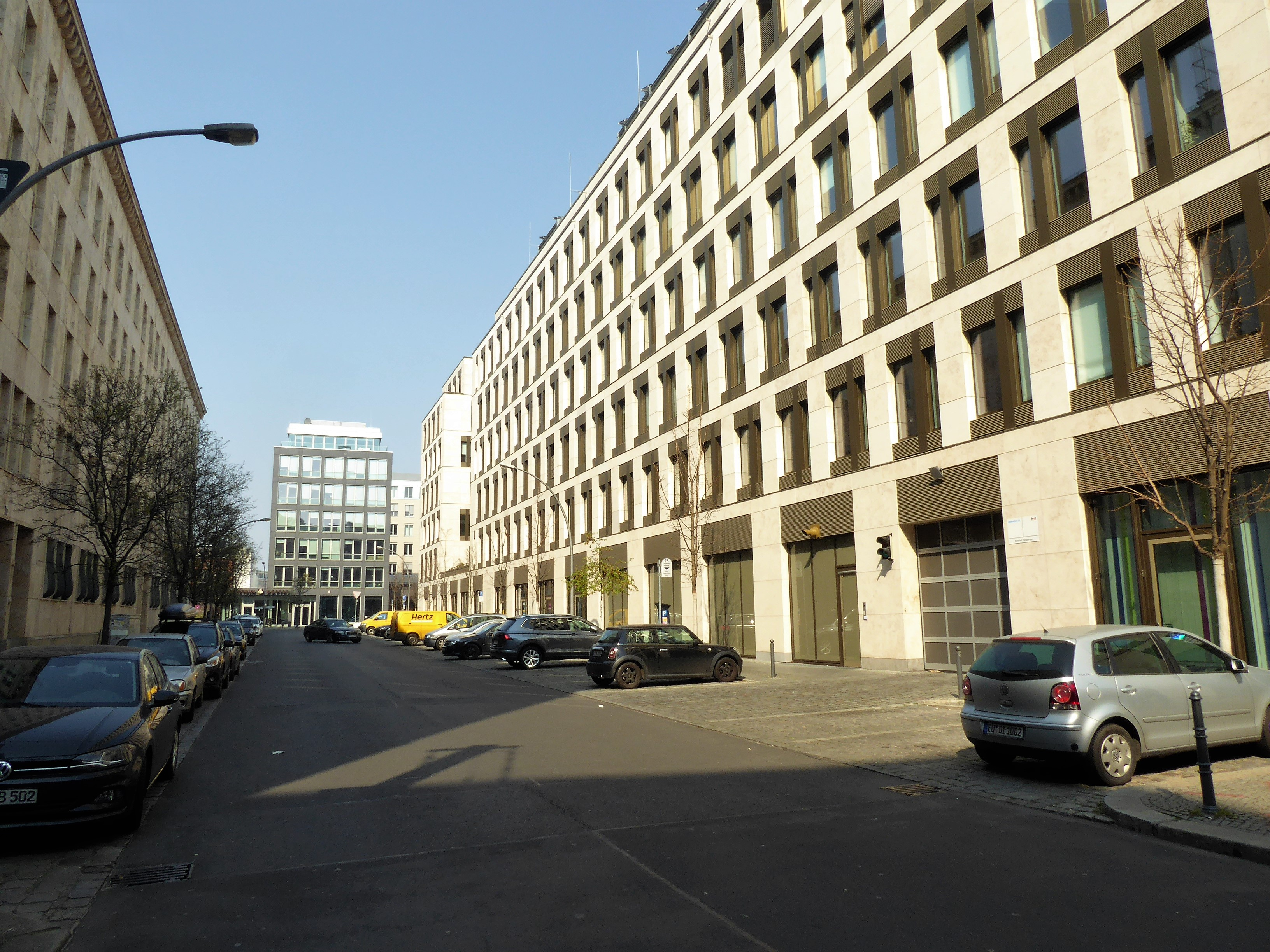
Sitz der Diakonie Deutschland in Berlin

Die Diakonie Deutschland –  Evangelisches Werk für Diakonie und Entwicklung e. V. ist der Wohlfahrtsverband der evangelischen Kirchen innerhalb der Evangelischen Kirche in Deutschland (EKD), altkonfessioneller Kirchen und zahlreicher Freikirchen. Die Diakonie Deutschland handelt dem Selbstverständnis der Diakonie entsprechend als soziale Arbeit der evangelischen Kirchen an Menschen aller Altersgruppen unabhängig von Geschlecht und Religionszugehörigkeit. Diakonische Einrichtungen werden als „Lebens- und Wesensäußerung der Kirchen“ gesehen, sie „erfüllen die in ihrem Statut verankerten kirchlich-diakonischen Zwecke und Aufgaben als tätige Nächstenliebe“.
Unter dem Dach der Diakonie und der rechtlich selbstständig agierenden 17 Diakonischen Werke arbeiten 627.349 hauptamtliche Mitarbeiter und weitere rund 700.000 ehrenamtliche Mitarbeiter (Stand: 1. Januar 2022). „Die Diakonie Deutschland gehört mit ihren 33.374 Angeboten und einer Kapazität von 1,18 Millionen Betten/Plätzen bundesweit zu den größten Trägern von Einrichtungen für die Pflege, Betreuung und Begleitung von Menschen.“
Bis 2012 nahm das Diakonische Werk der EKD als eingetragener Verein, zu dem die Aktion Brot für die Welt gehörte, die Aufgaben der Diakonie in Deutschland wahr. Mit der Zusammenführung des Diakonischen Werks der EKD und des Evangelischen Entwicklungsdienstes zum neuen Evangelischen Werk für Diakonie und Entwicklung e. V. im Oktober 2012 trat die Diakonie Deutschland als Teilwerk des Evangelischen Werkes für Diakonie und Entwicklung die Nachfolge des Diakonischen Werkes der EKD an. Die Diakonie Deutschland gehört zu den sechs so genannten Spitzenverbänden der freien Wohlfahrtspflege in Deutschland, die in der Bundesarbeitsgemeinschaft der Freien Wohlfahrtspflege zusammenarbeiten.
Die Diakonie Österreich ist der entsprechende Dachverband in Österreich. Die Entsprechung der römisch-katholischen Kirche ist der Deutsche Caritasverband.

## Geschichte

### Entwicklungen bis 1848
In der Kirchengeschichte hat es immer eine Diakonie gegeben. Orden, die sich der Krankenpflege widmeten, treten in der mittelalterlichen Geschichte dabei am meisten hervor. Nachreformatorisch haben die von August Hermann Francke gegründeten Franckeschen Stiftungen in Halle (Saale) (1698), das von Johann Hinrich Wichern aufgebaute Rauhe Haus in Hamburg (1833), der 1836 von Theodor Fliedner in Kaiserswerth ins Leben gerufene Rheinisch-Westfälische Diakonissenverein (siehe auch Kaiserswerther Diakonie) und der Neukirchener Erziehungsverein, den Pfarrer Andreas Bräm mit Mitgliedern seines Presbyteriums 1845 in Neukirchen-Vluyn gründete, eine besondere Stellung.
Besonders in der evangelisch-reformierten Kirche kam es durch Rückbesinnung auf die ursprüngliche Bedeutung des Diakonats im Neuen Testament bei Johannes Calvin zur Erneuerung des Amtes des Diakons oder Armenpflegers in der örtlichen Gemeinde. Im reformierten „gegliederten Amt“ stehen Pastoren, Gemeindeälteste (Presbyter), Lehrer und Diakone gleichberechtigt nebeneinander.

### Kirchentag zu Wittenberg 1848
Einen wesentlichen Neuimpuls erhielt die Diakonie am 22. September 1848. Johann Hinrich Wichern, der fünfzehn Jahre zuvor das Rauhe Haus in Hamburg für verwahrloste Kinder gegründet hatte, rückte in einer zweistündigen Stegreifrede auf dem Kirchentag zu Wittenberg das diakonische Handeln in die Mitte kirchlichen Tuns. Seine Rede gipfelte in den Sätzen:

„Meine Freunde, es tut eines Not, dass die evangelische Kirche in ihrer Gesamtheit anerkenne: ‚Die Arbeit der Innern Mission ist mein!‘, dass sie ein großes Siegel auf die Summe dieser Arbeit setze: die Liebe gehört mir wie der Glaube. Die rettende Liebe muss ihr das große Werkzeug, womit sie die Tatsache des Glaubens erweiset, werden. Diese Liebe muss in der Kirche als die helle Gottesfackel flammen, die kund macht, dass Christus eine Gestalt in seinem Volk gewonnen hat. Wie der ganze Christus im lebendigen Gottesworte sich offenbart, so muss er auch in den Gottestaten sich predigen, und die höchste, reinste, kirchlichste dieser Taten ist die rettende Liebe.“

Wichern erkannte an, dass es an etlichen Stellen bereits diakonisches Engagement gab. Daher meinte er, an manchen Stellen bedürfe es nicht neuer Initiativen, sondern der Weiterentwicklung und Umorganisation von Bestehendem. Man solle aufhören, caritative Bestrebungen „als Dilettanten-Arbeiten und als bloß philanthropische Unternehmungen zu betrachten; sie müssen als heilige Aufgaben der evangelischen Kirche erfasst und als solche mit neuem Ernste in das Volksleben eingeführt werden. Auf den Kanzeln soll man sie fortan verkündigen hören.“ Wichern ging es um christliche Barmherzigkeit, sein Hauptziel war die Kräftigung der Selbsthilfe der sozial Bedrückten; das soziale Versagen der Kirche erkannte er rückhaltlos an; auch für die sozialistischen Bestrebungen hatte er Verständnis. Wicherns Rede zündete und führte 1849 zur Gründung des Central-Ausschusses für die Innere Mission der deutschen evangelischen Kirche.
Der „Central-Ausschuß für die Innere Mission der Deutschen Evangelischen Kirche“ war der Beginn kirchlich organisierter Diakonie, dem die Entstehung vieler rechtlich selbstständiger Heime, Anstalten und Einrichtungen im Geiste der Diakonie folgte.

### Diakonie nach dem Zweiten Weltkrieg
Nach 1945 wurde das „Hilfswerk der Evangelischen Kirche in Deutschland“ gegründet. Es erschloss Auslandshilfen und belebte ökumenische Kontakte, um die Hungersnot in Deutschland zu bekämpfen, Vertriebene und Flüchtlinge anzusiedeln und die Jugendberufsnot zu lindern.
Die Innere Mission und das Hilfswerk wurden 1957 unter dem Namen „Innere Mission und Hilfswerk der EKD“ organisatorisch vereinigt. Sitz der Geschäftsstelle war Stuttgart; die Betheler Geschäftsstelle des Central-Ausschusses wurde aufgelöst. Auf regionaler Ebene schlossen sie sich ab 1957 in landeskirchlichen Werken zusammen. 1975 wurden die im Bereich der Bundesrepublik im Diakonischen Werk der EKD vereint und das Hilfswerk formal aufgelöst. Am 19. März 1991 traten die Diakonischen Werke der Kirchen des Bundes der Evangelischen Kirchen in der DDR dem Diakonischen Werk der EKD bei.
Nach der Fusion von Innererer Mission und Ev. Hilfswerk zum Diakonischen Werk der EKD, war das Wirken der beiden Direktoren der theologischen Abteilung, Hans Christoph von Hase und Heinrich-Hermann Ulrich, prägend für die theologische Ausrichtung der Diakonie.
Das Diakonische Werk koordinierte seit den 1950er Jahren vielfältige Hilfen für Kirche und Diakonie in der Deutschen Demokratischen Republik und hatte mit Ludwig Geißel auch eine bedeutende Rolle beim Freikauf von über 30.000 politischen Gefangenen.
In der Nachkriegszeit kam es auch in Heimen des Diakonisches Werkes zu schweren Kindesmisshandlungen, die in den Jahren 2009 und 2010 Gegenstand des vom Deutschen Bundestag eingerichteten Runden Tisches Heimerziehung waren. Im Juni 2010 wurde eine Telefonberatung für Menschen, die von Mitarbeitern der Kirche oder ihrer diakonischen Einrichtungen missbraucht worden sind, eingerichtet.
2012 wurde das Diakonische Werk als „Diakonie Deutschland“ ein Teil des Evangelischen Werks für Diakonie und Entwicklung. Der Sitz wechselte von Stuttgart nach Berlin, wo schon zuvor einige Teilbereiche angesiedelt waren. Ein neugebautes Bürohaus in Berlin-Mitte wurde im Oktober 2012 bezogen.

### Diakonie in der DDR
Die Diakonie betrieb 1989/1990 DDR-weit 44 Krankenhäuser, 187 Feierabendheime, 47 Alterspflegeheime, 127 Einrichtungen für geistig behinderte Menschen (davon 30 Sondertagesstätten), 290 Kindergärten und Horte (darunter 15 Kinderkrippen), 315 Gemeindepflegestationen, 114 Erholungsheime und 67 sonstige Heime. In diesen 556 stationären Einrichtungen und 635 Tageseinrichtungen gab es insgesamt 42.000 Betten bzw. Plätze. Diese Einrichtungen hatten 15.700 Mitarbeiter.
Für die in konfessionellen Einrichtungen (Diakonie u. a.) geleisteten medizinischen Behandlungen und Betreuungen wurden 1989 insgesamt 259 Millionen DDR-Mark vom DDR-staatlichen Gesundheits- und Sozialwesen aufgrund gesetzlicher Regelungen erstattet.
Fehlende Finanzen und Materialien etwa für bauliche, technische und medizintechnische Investitionen wurden von der westdeutschen Diakonie und der Bundesregierung beigesteuert. Aufgrund des sogenannten Valutamarkprogramms, mit dem die Kirchen und ihre Diakonie in der DDR den Gegenwert der von ihnen auf DDR-staatliche Bestellung gelieferte Waren – meist Rohstoffe – in DDR-Mark gutgeschrieben bekamen, wurden zwischen 1957 und 1990 etwa 1,43 Milliarden D-Mark transferiert. Zusätzlich wurden ab 1966 für Bauprogramme, die älteren und behinderten Menschen zugutekamen und mit denen auch Dienstwohnungen für kirchliche und diakonische Mitarbeiter entstanden, etwa 153 Millionen D-Mark bezahlt.

### Präsidenten und Direktoren
Als Präsidenten der Geschäftsstelle „Innere Mission und Hilfswerk der EKD“ bzw. des Diakonischen Werks der EKD amtierten:
- 1957–1962: Friedrich Münchmeyer
- 1963–1984: Theodor Schober
- 1984–1994: Karl-Heinz Neukamm
- 1994–2006: Jürgen Gohde
- 2006–2010: Klaus-Dieter Kottnik
- 2010–2014: Johannes Stockmeier
- 2014–2023: Ulrich Lilie
- seit 2024: Rüdiger Schuch

Als Direktoren des Diakonischen Werkes der Evangelischen Kirchen in der DDR amtierten:
- 1957–1968: Gerhard Laudien
- 1968–1976: Gerhard Bosinski
- 1976–1991: Ernst Petzold

## Diakonie Deutschland
Die Diakonie Deutschland ist ein Teilwerk des Evangelischen Werkes für Diakonie und Entwicklung e. V. mit Sitz in Berlin. Es besitzt darüber hinaus eine Dienststelle in Brüssel. Die Diakonie Deutschland arbeitet mit den anderen Spitzenverbänden der Freien Wohlfahrtspflege zusammen, um die Sozialstaatlichkeit Deutschlands zu fördern. Es versucht, jedem Bürger in Not Hilfe zu gewähren. Neben der unmittelbaren Hilfe setzt sich die Diakonie Deutschland auch politisch ein:
- für die gemeinsamen Interessen der Diakonie und
- für die Interessen der Menschen, für die die Diakonie tätig ist.

Dies geschieht gegenüber politischen Organen und Gremien wie Parlament und Regierung im In- und Ausland. Die Diakonie Deutschland wirkt durch Stellungnahmen an der Gesetzgebung des Bundes mit. Sie fördert die Werke, Verbände und Einrichtungen, die in der Diakonie Deutschland zusammengeschlossen sind, und „dient der Zusammenarbeit der Mitglieder. Es bietet ihnen Dienstleistungen an. Als Anwalt für Menschen in Not und sozialpolitischer Impulsgeber trägt es zur fachlichen Entwicklung der Arbeit bei“ (Selbstdarstellung).
Gegenwärtig sieht sich die Diakonie Deutschland vor die umwälzende Herausforderung gestellt, dass der Wohlfahrtsstaat mit seinem Subsidiaritätsprinzip mehr und mehr einem freien Markt der Sozialleistungen Platz macht. Hierdurch sieht sich die Diakonie mit zunehmend mehr Konkurrenz konfrontiert.
Die Diakonie Deutschland ist Mitglied im Netzwerk Europäische Bewegung.
Die Diakonie Deutschland ist Mitglied des Vereins Aktion Mensch.

### Struktur
Mitglieder der Diakonie Deutschland sind die EKD, die Landesverbände, das heißt die Diakonischen Werke der evangelischen Landeskirchen, altkonfessionelle Kirchen sowie mehrere Freikirchen mit ihren diakonischen Einrichtungen sowie 67 Fachverbände. Es gibt folgende 17 Landesverbände:
- Diakonisches Werk der Evangelischen Landeskirche in Baden e. V., Karlsruhe
- Diakonisches Werk der Evangelisch-Lutherischen Kirche in Bayern e. V., Nürnberg
- Diakonisches Werk Berlin-Brandenburg-schlesische Oberlausitz e. V., Berlin (DWBO)[11]
- Diakonisches Werk Bremen e. V.
- Diakonisches Werk Hamburg – Landesverband der Inneren Mission e. V., Hamburg
- Diakonisches Werk in Niedersachsen e. V., Hannover
- Diakonie Hessen – Diakonisches Werk in Hessen und Nassau und Kurhessen-Waldeck e. V., Frankfurt
- Diakonisches Werk Mecklenburg-Vorpommern e. V., Schwerin
- Diakonisches Werk Evangelischer Kirchen in Mitteldeutschland e. V., Halle
- Diakonisches Werk der Evangelisch-reformierten Kirche, Leer
- Diakonisches Werk der Evangelisch-Lutherischen Kirche in Oldenburg e. V., Oldenburg
- Diakonisches Werk der Evangelischen Kirche der Pfalz, Speyer
- Diakonisches Werk Rheinland-Westfalen-Lippe e. V., Düsseldorf
- Diakonisches Werk der Evangelisch-Lutherischen Landeskirche Sachsens e. V., Radebeul
- Diakonisches Werk der Evangelisch-Lutherischen Landeskirche Schaumburg-Lippe e. V., Stadthagen
- Diakonisches Werk Schleswig-Holstein und Landesverband der Inneren Mission e. V., Rendsburg
- Diakonisches Werk der Evangelischen Kirche in Württemberg e. V., Stuttgart

Neben den 17 Landesverbänden gehören neun in der Diakonischen Arbeitsgemeinschaft zusammengeschlossene Kirchen zur Diakonie Deutschland:
- Arbeitsgemeinschaft Mennonitischer Gemeinden in Deutschland KdöR
- Bund Evangelisch-Freikirchlicher Gemeinden in Deutschland KdöR
- Bund Freier evangelischer Gemeinden in Deutschland KdöR
- Evangelisch-altreformierte Kirche in Niedersachsen KdöR
- Evangelische Brüder-Unität – Herrnhuter Brüdergemeine KdöR
- Evangelisch-methodistische Kirche in Deutschland KdöR
- Die Heilsarmee in Deutschland, Religionsgemeinschaft KdöR
- Katholisches Bistum der Alt-Katholiken in Deutschland KdöR
- Selbständige Evangelisch-Lutherische Kirche KdöR

Sie alle engagieren sich in der Wohlfahrtspflege und bemühen sich um Hilfe für Menschen in Not. Die Arbeit wird in dem Leitsatz „Diakonie – mit Dir“ zusammengefasst.
In den Leitungsgremien der Diakonie Deutschland sind Kirchenrepräsentanten führend. Die Rechtsform und Besitzverhältnisse (Anteile am Besitz) können bei den Werken unterschiedlich geregelt sein.
Die Konferenz für Diakonie und Entwicklung ist das höchste Beschlussgremium des Evangelischen Werkes für Diakonie und Entwicklung und beschließt die allgemeinen Grundsätze für die Arbeit der Diakonie. Sein Ausschuss Diakonie berät den Vorstand und bereitet Beschlüsse der Konferenz zur diakonischen und volksmissionarischen Arbeit vor. Konferenz und Ausschuss setzen sich aus gewählten Vertreterinnen und Vertretern der 67 Fachverbände, der 17 gliedkirchlichen Diakonischen Werke sowie aus Einzelpersonen aus Kirche und Diakonie zusammen.
Präsident der Diakonie Deutschland ist Januar 2024 der Theologe Rüdiger Schuch.
Der Leitung der Diakonie Deutschland gehören neben dem Präsidenten der Vorstand Sozialpolitik, Elke Ronneberger, und der Vorstand Finanzen, Personal, Recht, Jörg Kruttschnitt, an.

### Finanzierung
Auf die Diakonie Deutschland entfiel in der Bilanz des Evangelischen Werks für Diakonie und Entwicklung im Jahr 2022 ein Volumen von rund 50 Mio. Euro.
Das Werk Diakonie Deutschland erhielt 2022 einen Zuschuss aus Mitteln des Bundesministeriums für Familie, Senioren, Frauen und Jugend (BMFSFJ) in Höhe von 4,5 Mio. Euro und eine institutionelle Förderung aus kirchlichen Mitteln der Evangelischen Kirche in Deutschland in Höhe von 7,6 Mio. Euro.
Die Haushalte der Mitglieder und der diakonischen Einrichtungen, die die unmittelbaren diakonischen Tätigkeiten umfassen, sind davon unabhängig.

### Arbeit
Beispiele für Arbeitsfelder sind:
- Altenhilfe, z. B. Altenpflegeheime beispielsweise das Otto-Dibelius-Stift in Berlin[16], Begegnungsstätten
- Arbeit und Arbeitslosigkeit, z. B. Beschäftigungsunternehmen, Jugendarbeitshilfe
- Aus- und Fortbildung von Mitarbeitern in der Diakonischen Akademie Berlin und Stuttgart
- Begleitung und Förderung junger Menschen in Zivildienst und im Freiwilligen Sozialen Jahr
- Behindertenhilfe, z. B. Beratungsstellen, Schulen, Ausbildung und Eingliederung, Wohnangebote
- Familienhilfe, z. B. Müttergenesungswerk, Frauenhäuser, Beratungsstellen für Ehe-, Familien- und Lebensfragen und Schwangerschaftskonflikte
- Hilfe in besonderen sozialen Schwierigkeiten, z. B. Wohnungslosenhilfe, Strafentlassenenbetreuung, Bahnhofsmission, Beratung für Prostituierte (Mitternachtsmission)
- Gesundheit, z. B. Kindererholung, Krankenhäuser, Hospize und Hospizarbeit
- Jugendhilfe, z. B. Heimerziehung, Kindergärten, Kinder- und Jugendsozialarbeit, Verein für Internationale Jugendarbeit
- Krankenpflege, vor allem Diakonie-Sozialstationen, sowie Hausnotrufdienste
- Migration, z. B. Beratung für Migranten, Asylsuchende, Flüchtlinge, Aussiedler, Auswanderer
- Sozialpsychiatrische Dienste: Suchtkrankenhilfe, Beratungsstellen, Fachkliniken und Rehabilitation
- Telefonseelsorge
- Arbeitsgemeinschaft Missionarische Dienste
- Schuldnerberatung

## Internationale Zusammenarbeit und Aufgaben
In Europa arbeiten mehrere Diakonische Werke verschiedener Länder in „Eurodiaconia“ zusammen. Sie vertreten damit gemeinsam die Interessen der Mitgliedsverbände gegenüber den europäischen Institutionen.
Weltweit sind die diakonischen Werke in einem Weltverband zusammengeschlossen. Die europäischen Verbände sind in der Regionalversammlung „Europ-Africa“ eingebunden.

## Bedeutung des Symbols
Das Logo der Diakonie enthält das Kronenkreuz, das Richard Boeland von der Kunstschule Berlin im Jahr 1925 entworfen hatte. Es stellte ursprünglich die künstlerische Verbindung der Buchstaben I und M (Innere Mission) dar. Bekannt wurde es aber als Kronenkreuz, wobei das zu erkennende Kreuz für Not und Tod steht und die Krone für Hoffnung und Auferstehung. Das Signet wurde bei der Gründung des Diakonischen Werkes der Evangelischen Kirche in Deutschland im Jahre 1957 als eigenes Symbol übernommen.